# Acraea subochreata
Acraea subochreata är en fjärilsart som beskrevs av Karl Grünberg 1910. Acraea subochreata ingår i släktet Acraea och familjen praktfjärilar. Inga underarter finns listade i Catalogue of Life.